# مكوك
المكوك كلمة من الجذر [مكك] وله عدة معاني لغوية واصطلاحية.

## في اللغة
يقال مَكَّ الفصيل  ما في ضَرع أُمه يَمُكُّه مَكّاً وامْتَكَّه وتَمَكَّكَه ومَكْمَكَهُ: امْتَص جميع ما فيه وشربه كله. والمَكُّ: الازدحام. ومَكَّهُ يَمُكُّه مَكّاً: أَهلكه.  والمكوك: طاس يُشْرَبُ به، والمكوك: مكيال، والجمع مكاكيك ومَكاكِيّ وهو صاع ونصف

## في الاصطلاح
وقد جاء في صحيح مسلم:
حدثنا عُبَيْدُ اللهِ بْنُ مُعَاذٍ، حدثنا أَبِي، ح، وحدثنا محمد بن الْمُثَنَّى، حدثنا عبد الرَّحْمَنِ يعني ابن مَهْدِيٍّ قالا: حدثنا شُعْبَةُ، عن عبد اللهِ بن عبد اللهِ بن جَبْرٍ، قال: سمعت أَنَسًا، يقول: «كَانَ رَسُولُ اللهِ صَلَّى اللهُ عَلَيْهِ وَسَلَّمَ يَغْتَسِلُ بِخَمْسِ مَكَاكِيكَ وَيَتَوَضَّأُ بِمَكُّوكٍ» وقال ابن الْمُثَنَّى: بِخَمْسِ مَكَاكِيَّ، وقال ابن مُعَاذٍ، عن عبد اللهِ بن عبد اللهِ ولم يَذْكُرِ ابن جَبْرٍ
قال أبو عبيدٍ: هو صاعان ونصف وعند الحنفيّة والمالكيّة: هو صاع ونصف.
وبالتالي فهو يعادل عند الحنفية 4.89 لترا وعند غيرهم 4.125 لترا بناء على اختلافهم في مقدار المد.

## في النسيج والخياطة

### في النسيج
المكوك أداة تستخدم في قطاع النسيج لتمرير خيط اللحمة، حيث يقذف المكوك فيمر ذهابا وإيابا عبر السقيفة بين خيوط السدى.

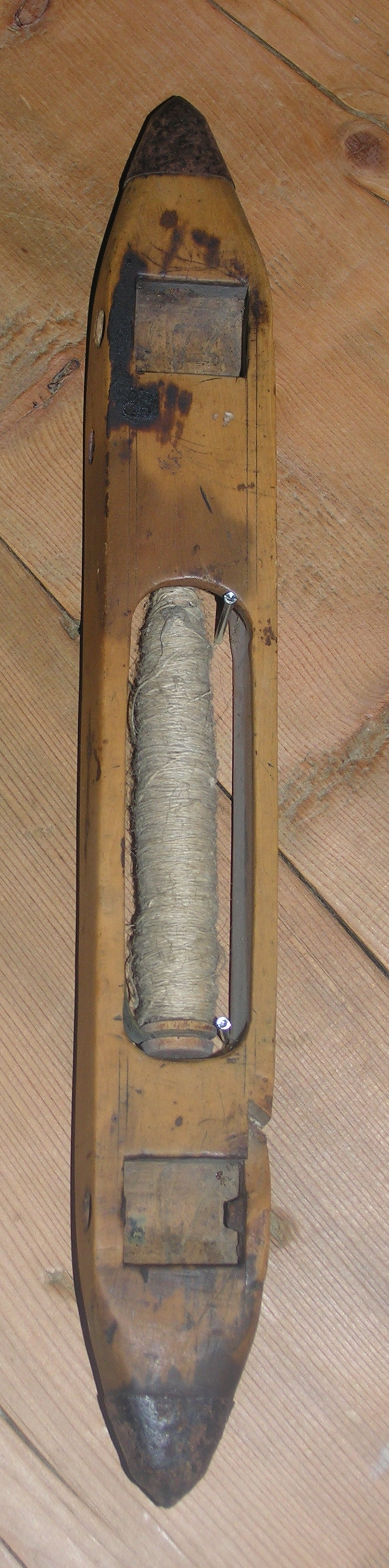
مكوك النسيج

### في الخياطة

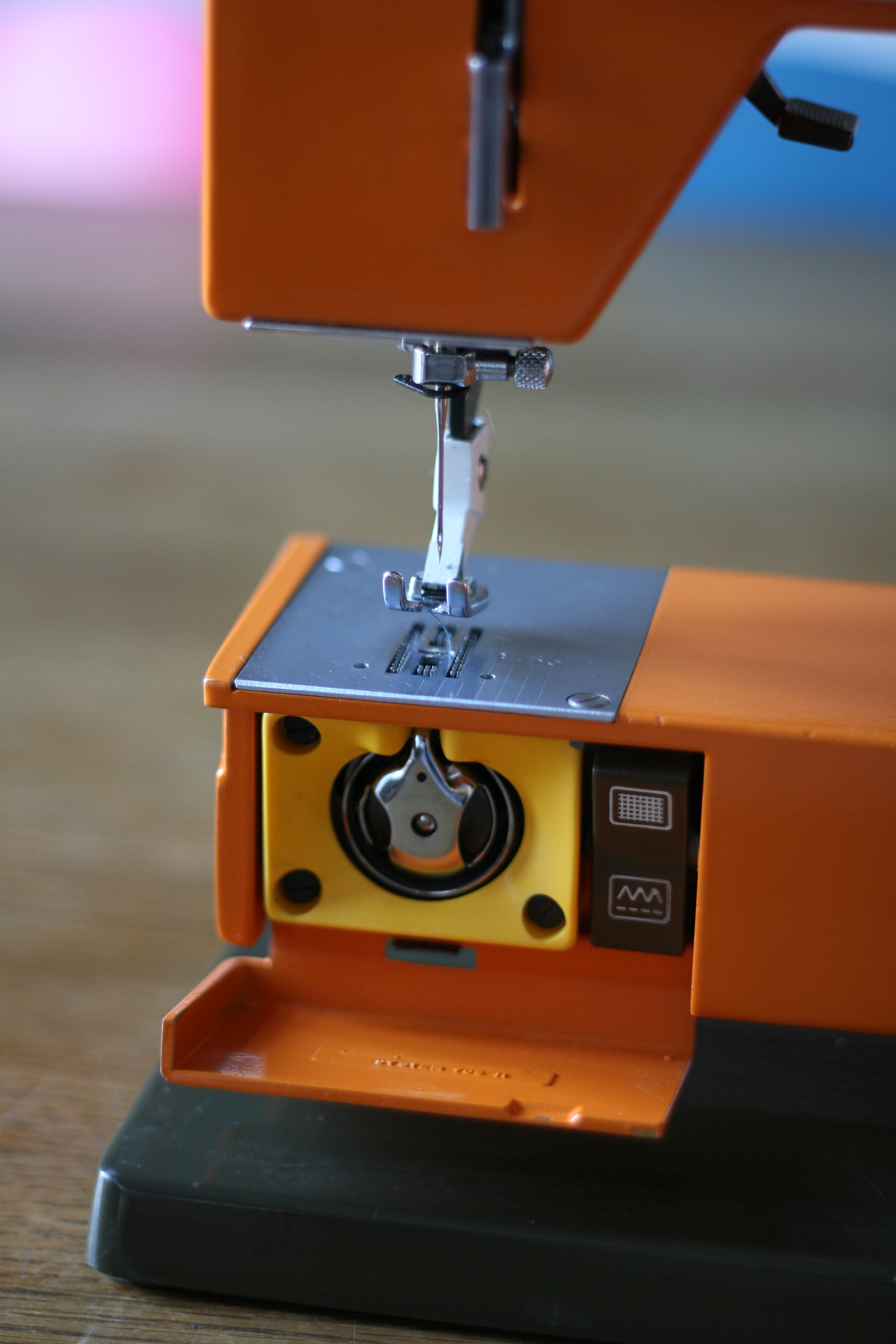
مكوك آلة الخياطة

أما في ما يخص آلات الخياطة فالمكوك هو قطعة معدنية تحمل بكرة خيط سفلى، يلتقط المكوك الخيط العلوي الذي نزلت به الإبرة بواسطة لسان خاص، ويوسع الحلقة ويتتبعها حول البكرة حيث يلفه على الخيط السفلي وكل ذلك ينتج  بتأرجحه بحركات ترددية أثناء التشغيل وفقًا لمبدأ البندول.

كيفية تلقيم الغرزة والتقاط المكوك للخيط العلوي ولفه حول السفلي

## في الفضاء
المكوك مركبة فضائية تدور حول الأرض تُطلق من قاعدة وتعود إلى الأرض إذ يمكن إعادة استخدامها لمرة أخرى.

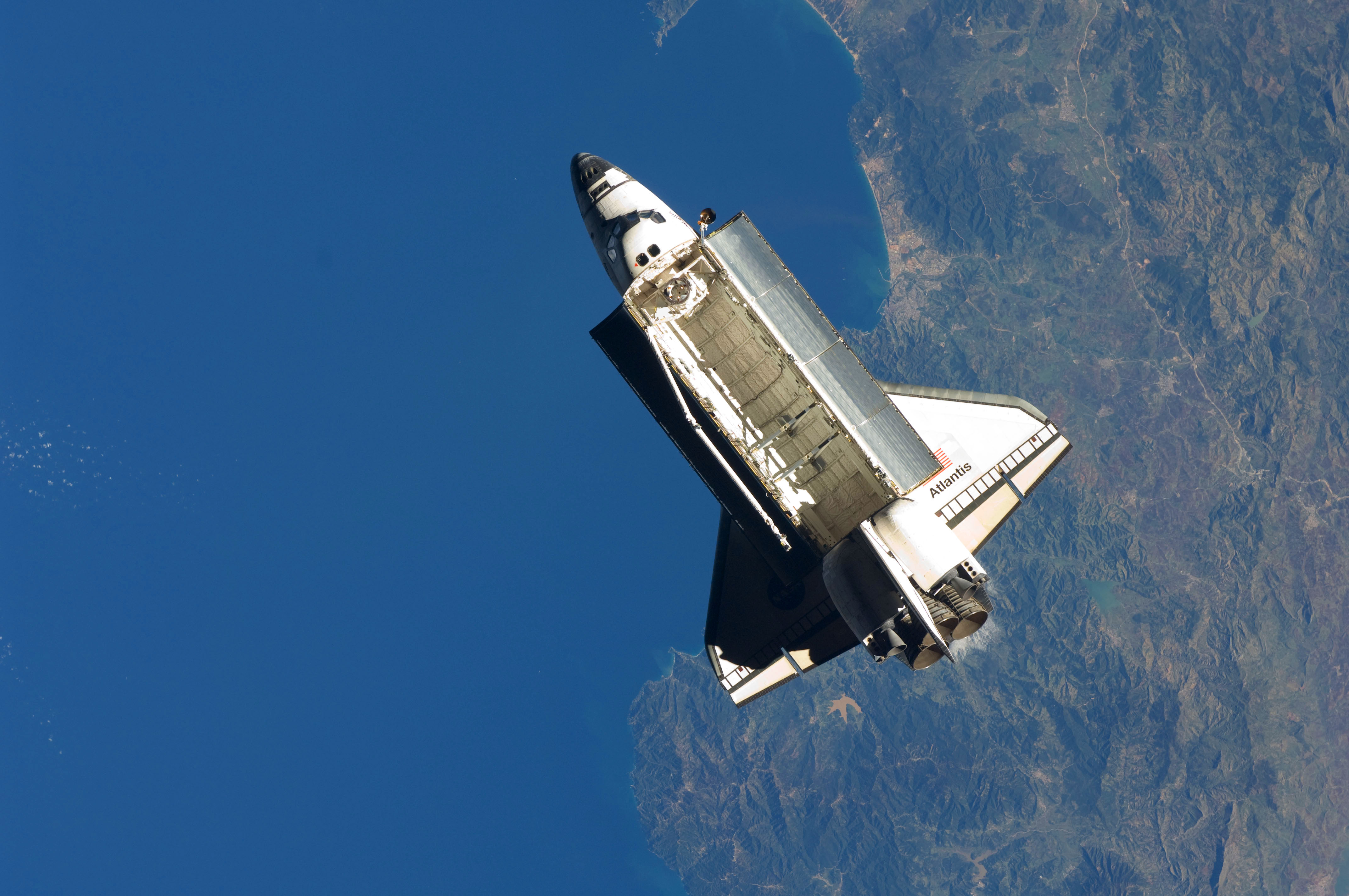
صورة مكوك فضائي